# Agent 077
L'Agent 077, de son vrai nom Dick Malloy (ou Maloy) est un personnage de fiction créé par le réalisateur italien Sergio Grieco en 1965 pour les besoins d'une trilogie de films franco-italiens d'espionnage, dans la veine du James Bond 007 britannique. De nombreux autres films ont ensuite repris le nom dans leurs titres, même s'ils n'ont le plus souvent aucun rapport scénaristique avec la trilogie initiale hormis le fait qu'il s'agit de films d'espionnage.

## La trilogie
- 1965 : Opération Lotus bleu (Agente 077 missione Bloody Mary) de Sergio Grieco
- 1965 : Fureur sur le Bosphore (Agente 077 dall'Oriente con furore) de Sergio Grieco
- 1966 : Mission spéciale... Lady Chaplin (Missione speciale Lady Chaplin) d'Alberto De Martino et Sergio Grieco[2]

## Autres films
- 1961 : Deux des commandos (On the Fiddle) de Cyril Frankel

Comédie de bidasses britannique dont le titre italien est A 077, dalla Francia senza amore. À noter que Sean Connery joue dans le film, un an avant James Bond 007 contre Dr No.
- 1964 : Agent 077, opération Jamaïque (La muerte silba un blues) de Jesús Franco

L'agent 077 alias Alfred Pereira y est incarné par l'acteur Conrado San Martín.
- 1964 : Le Mystère de la jonque rouge (Weiße Fracht für Hongkong) de Helmut Ashley et Giorgio Stegani

La version italienne de ce film italo-allemand s'intitule Da 077: Criminali a Hong Kong.
- 1965 : Berlin, opération Laser (Berlino: appuntamento per le spie) de Vittorio Sala

Également connu sous le titre original alternatif Agente 077 - Berlino appuntamento per le spie.
- 1965 : 077 : Espionnage à Tanger (S.077 spionaggio a Tangeri) de Gregg Tallas

L'agent 077 s'appelle dans ce film Marc Mato.
- 1965 : 077 intrigue à Lisbonne (it) (Da 077: Intrigo a Lisbona) de Federico Aicardi et Tulio Demicheli

L'agent 077 s'appelle dans ce film George Farrell.
- 1966 : A 077 défie les tueurs (A 077 - Sfida ai killers) d'Antonio Margheriti

Le protagoniste du film est Bob Fleming, interprété par Richard Harrison, qui avait aussi joué dans Les espions meurent à Beyrouth (Le spie uccidono a Beirut)